# Sagramor de Scuvero Brandão
Sagramor de Scuvero Brandão (São Paulo, 30 de setembro de 1921 - Rio de Janeiro, 09 de outubro de 1995), conhecida pelo nome artistico de Sagramor Scuvero, foi uma atriz, radialista e vereadora brasileira.

## Biografia
Nasceu em 1921 em São Paulo e começou sua carreira como radialista na capital mesmo.;  Depois de casar-se com Miguel Gustavo e ter com ele duas filhas, mudou-se para Rio de Janeiro e continuou o trabalho no Ràdio. Trabalhou no Rádio Bandeirantes  e no Rádio Mayrink Veiga.
Tambèm foi vereadora municipal de 1948 atè 1956, sendo a primeira mulher em ocupar este cargo no Rio.
Faleceu de câncer em 1995.

## Emissões no Rádio
- 1945 - Rádio Globo: Programa Feminino- Apresentadora
- 1945 - Rádio Globo: Marcha Nupcial - Apresentadora
- 1946-1952 - Rádio Globo: O Mundo Não Vale O Seu Lar - Apresentadora